# Heliotropium scotteae
Heliotropium scotteae är en strävbladig växtart som beskrevs av Alfred Barton Rendle. Heliotropium scotteae ingår i Heliotropsläktet som ingår i familjen strävbladiga växter. Inga underarter finns listade i Catalogue of Life.